# Mo Tae-bum
Mo Tae-bum (hangŭl 모태범; Seul, 15 febbraio 1989) è un pattinatore di velocità su ghiaccio sudcoreano, campione olimpico sulla distanza dei 500 metri ai XXI Giochi olimpici invernali di Vancouver, edizione dove ha conquistato anche la medaglia d'argento sulla distanza doppia.

## Carriera

### Junior
La sua prima gara è il campionato sudcoreano sulla singola distanza del 2005, quando si classifica decimo nella gara dei 1000 metri col tempo di 1'16"81 e terzo in quella dei 1500 metri con 1'59"47. Ai Campionati del mondo giovanili 2005 partecipa ai 500, 1500, 3000 e 5000 metri, chiudendo quinto nella gara più breve e fuori dai primi dieci nelle altre distanze. Dopo la partecipazione ai campionati nazionali sudcoreani partecipa ancora ai Campionati del mondo junior nel 2006 e questa volta conquista la vittoria sia nei 500 che nei 1500 metri.

### Professionismo
Pur non chiudendo mai nelle prime dieci posizioni, nella stagione 2008/2009 è decimo nella classifica generale sui 1000 metri, la stagione successiva chiude secondo sempre sulla solita distanza senza però vincere gare, dietro solo allo statunitense Shani Davis.

## Palmarès

### Giochi olimpici invernali
Vancouver - 2010
- : oro nei 500 metri
- : argento nei 1000 metri

### Campionati mondiali di pattinaggio di velocità - Sprint
Heerenveen - 2011
- : argento

Calgary - 2012
- : bronzo

### Campionati mondiali di pattinaggio di velocità - Distanza singola
Heerenveen - 2012
- : oro nei 500 metri

Soči - 2013
- : oro nei 500 metri
- : argento nei 1000 metri

### Campionati mondiali di pattinaggio di velocità junior
Erfurt - 2006
- : oro nei 1000 e nei 1500 metri

### Universiadi invernali
Harbin - 2009
- : oro nei 1000 e nei 1500 metri